# Государственный реестр недвижимых памятников Украины
Госуда́рственный рее́стр недви́жимых па́мятников Украи́ны содержит список объектов культурного наследия Украины, которые официально берутся государством под охрану. Такие объекты определяются независимо от форм собственности, в соответствии с их археологической, эстетической, этнологической, исторической, научной или художественной ценности. После внесения в реестр, объекты культурного наследия получают статус памятников.

## История создания
Государственный реестр недвижимых памятников Украины создан в соответствии с Законом Украины «Об охране культурного наследия», который принят 8 июня 2000, и, с некоторыми изменениями, остаётся действующим на в настоящий момент.
Вопросами ведения Госреестра занимается непосредственно Министерство культуры Украины. Текущее руководство государственной охранной деятельностью осуществляет Департамент культурного наследия и культурных ценностей Министерства культуры Украины. Подготовкой решений по выявлению и охране памятников занимается Научно-методический совет по охране культурного наследия Министерства культуры Украины, решений по внесению памятников в Госреестр — Экспертная комиссия по рассмотрению вопросов внесения объектов культурного наследия в Государственный реестр недвижимых памятников Украины.

## Структура
Памятники у Государственном реестре недвижимых памятников Украины делятся на две охранные категории:
- национального значения;
- местного значения.

По видам памятники классифицируются:
- археологии — остатки жизнедеятельности человека (недвижимые объекты культурного наследия: городища, курганы, остатки древних поселений, стоянок, укреплений, военных лагерей, производств, ирригационных сооружений, дорог, могильники, культовые места и сооружения, их остатки или руины, мегалиты, пещеры, наскальные изображения, участки исторического культурного слоя, поля древних сражений, а также связанные с ними движимые предметы), содержащиеся под земной поверхностью и под водой и являются невоспроизводимым источником информации о зарождении и развитии цивилизации;
- истории — здания, сооружения, их комплексы (ансамбли), отдельные захоронения и некрополи, места массовых захоронений умерших и умерших (погибших) военнослужащих (в том числе иностранцев), погибших в войнах, вследствие депортации и политических репрессий на территории Украины, места боевых действий, места гибели боевых кораблей, морских и речных судов, в том числе с остатками боевой техники, вооружения, амуниции и т. п., достопримечательности, связанные с важными историческими событиями, с жизнью и деятельностью известных лиц, культурой и бытом народов;
- монументального искусства — произведения изобразительного искусства: как самостоятельные (отдельные), так и те, которые связаны с архитектурными, археологическими или иными достопримечательностями или с образуемыми ими комплексами (ансамблями);
- архитектуры и градостроительства — отдельные архитектурные сооружения, а также связанные с ними произведения монументального, декоративного и изобразительного искусства, характеризующиеся отличиями определённой культуры, эпохи, определённых стилей, традиций или авторов; природно-архитектурные комплексы (ансамбли), исторические центры, улицы, кварталы, площади, остатки древнего планировки и застройки, являющиеся носителем определённых градостроительных идей;
- садово-паркового искусства — сочетание паркового строительства с природными или созданными человеком ландшафтами;
- исторического ландшафта — природные территории, имеющие историческую ценность;
- науки и техники — уникальные промышленные, производственные, научно-производственные, инженерные, инженерно-транспортные, добывающие объекты, определяющие уровень развития науки и техники определённой эпохи, определённых научных направлений или промышленных отраслей.

## Формирование реестра
Решение о внесении и исключении объектов культурного наследия из Государственного реестра недвижимых памятников Украины принимают:
- Кабинет Министров Украины — относительно памятников национального значения;
- Министерство культуры Украины — относительно памятников местного значения.

Не подлежат государственной регистрации объекты, являющиеся современными копиями существующих памятников или сооружениями (произведениями), созданными по старинным проектам или научными реконструкциями, в том числе массовые тиражируемые копии. Исключаются из реестра памятники, были разрушены через естественные факторы или человеческую деятельность. В начале 2014 года, в ходе массовых протестов на Украине, реестр утратил десятки памятников (например памятник Ленину в Киеве).

## История формирования реестра
1. 1965 год — Постановление Совета министров Украинской ССР от 21 июля 1965 г. № 711 «Об утверждении списка памятников искусства, истории и археологии Украинской ССР» (СП УССР, 1965 г., № 7, ст. 100)[4] — отменено.
2. 1996 год — Постановление Кабинета Министров Украины от 28 ноября 1996 г. № 1421 «О внесении дома Национальной филармонии — бывшего Купеческого собрания (г. Киев) в список памятников истории и архитектуры Украины, которые находятся под охраной государства» (СП Украины, 1996 г., № 20, ст. 564)[5] — отменено.
3. 2001 год — Постановление Кабинета Министров Украины от 27 декабря 2001 г. № 1761 «О внесении памятников истории, монументального искусства и археологии национального значения в Государственный реестр недвижимых памятников Украины» (Официальный вестник Украины, 2002 г., № 1, ст. 5)[6] — отменено.
4. 2009 год — Постановление Кабинета Министров Украины от 3 сентября 2009 г. № 928 «О внесении объектов культурного наследия национального значения в Государственный реестр недвижимых памятников Украины».

До 2009 ведение Государственного реестра недвижимых памятников Украины входило в полномочия специального органа исполнительной власти — Государственной службы по вопросам национального культурного наследия в составе Министерства культуры Украины. После ликвидации этой службы 28 марта 2011 года вопросами ведения госреестра занимается непосредственно Министерство культуры Украины.

## Другие государственные реестры Украины
Кроме Государственного реестра недвижимых памятников Украины, независимо один от другого существуют другие государственные реестры, которые включают объекты, рассматриваемые как национальное достояние Украины:
- Государственный реестр национального культурного достояния Украины[укр.], созданный в 1992 году на основе Постановления Кабинета Министров Украины «Об утверждении Положения о Государственном реестре национального культурного достояния» Постановление КМУ от 12 августа 1992 г. N 466. Сейчас формирование данного государственного реестра регулируется Законами Украины «О культуре», «О музейном деле», «О библиотеках и библиотечном деле», «О Национальном архивном фонде и архивных учреждениях» и некоторыми другими законодательными актами. Оригинал данного реестра сохраняется в архиве Кабинета Министров Украины. Официальная копия реестра хранится в архиве Министерства культуры и искусств Украины.
- Государственный реестр научных объектов, составляющих национальное достояние Украины[укр.], формирование и ведение которого определены статьёй 16 Закона Украины «О научной и научно-технической деятельности». Оригинал Реестр постоянно хранится в архиве Кабинета Министров Украины. Официальная копия реестра сохраняется в Министерстве образования и науки Украины.